# Dietmar Rauter
Dietmar Rauter (* 22. März 1973) ist ein österreichischer Politiker der Freiheitlichen Partei Österreichs (FPÖ), zuvor Bündnis Zukunft Österreich (BZÖ). Seit 2009 ist er Bürgermeister von Sankt Urban und seit April 2018 Abgeordneter zum Kärntner Landtag.

## Leben

### Ausbildung und Beruf
Dietmar Rauter absolvierte nach der Pflichtschule die Handelsakademie Feldkirchen, wo er 1992 maturierte. Er machte eine Ausbildung zum landwirtschaftlichen Facharbeiter und legte 1994 die Personalverrechnungsprüfung, 1995 die Lehrlingsausbilderprüfung, 1996 die  Buchhalterprüfung und 1997 die Bilanzbuchhalterprüfung ab.
Seit 2001 ist er als selbständiger Bilanzbuchhalter tätig, seit 2005 ist er Geschäftsführer einer Steuerberatungskanzlei. Im Nebenerwerb bewirtschaftet er eine Landwirtschaft.
Nach einer Fahrt im alkoholisierten Zustand wurde ihm 2024 für einen Monat der Führerschein entzogen.

### Politik
Bei den Gemeinderats- und Bürgermeisterwahlen in Kärnten 2009 kandidierte er für das Bündnis Zukunft Österreich, die Bürgermeister-Stichwahl gegen den bisherigen Bürgermeister von Sankt Urban, Hermann Huber (SPÖ), konnte er mit 57,09 Prozent der Stimmen für sich entscheiden. Bei den Gemeinderats- und Bürgermeisterwahlen in Kärnten 2015 kandidierte er für die FPÖ und wurde mit 66,52 Prozent der Stimmen wiedergewählt.
Seit 2014 ist er FPÖ-Bezirksparteiobmann im Bezirk Feldkirchen. Im März 2017 sollte Rauter ursprünglich nach dem Rücktritt von Gerhard Dörfler dessen Mandat im Bundesrat übernehmen, allerdings wollte Jutta Arztmann, die von der FPÖ Kärnten als vor Rauter platziertes Bundesrats-Ersatzmitglied übergangen wurde, nicht zugunsten des bereits als Nachfolger präsentierten Rauter verzichten. Arztmann nahm das Bundesrats-Mandat an, trat aus der FPÖ aus und verblieb als parteifreies Mitglied ohne Fraktionszugehörigkeit im Bundesrat.
Nach der Landtagswahl in Kärnten 2018 wurde Rauter in der konstituierenden Landtagssitzung der 32. Gesetzgebungsperiode am 12. April 2018 als Abgeordneter zum Kärntner Landtag angelobt, wo er dem Ausschuss für Finanzen und Beteiligungsmanagement, dem Ausschuss für Wohnbau, Arbeit und Technologie sowie dem Ausschuss für Wirtschaft, Tourismus und Mobilität angehört.
Im August 2021 wurde er am Bezirksparteitag  der Freiheitlichen in Feldkirchen als Bezirksparteiobmann bestätigt.